# Minier (Illinois)
Pour les articles homonymes, voir Minier.
Minier est un village situé au sud-est du comté de Tazewell dans l'Illinois, aux États-Unis,. Le village est incorporé le 11 octobre 1872.

## Démographie
Lors du recensement de 2010, le village comptait une population de 1 252 habitants. Elle est estimée, en 2016, à 1 214 habitants.

### Source de la traduction
- (en) Cet article est partiellement ou en totalité issu de l’article de Wikipédia en anglais intitulé « Minier, Illinois » (voir la liste des auteurs).